# Max Bruch
Max Bruch (ur. 6 stycznia 1838 w Kolonii, zm. 2 października 1920 we Friedenau) – niemiecki kompozytor i dyrygent.

## Życiorys
Bardzo szybko zaczął się uczyć kompozycji i już w 1852 wykonano jego pierwszą symfonię. W latach 1858–1861 działał w Kolonii jako nauczyciel muzyki, tam też odbyła się w 1858 prapremiera pierwszej jego opery pt. Scherz, List und Rache.
W 1862 Bruch przeniósł się do Mannheimu. Rok później została wystawiona w tym mieście jego opera romantyczna Loreley, do libretta poety Emmanuela Geibla, przeznaczonego przedtem dla Feliksa Mendelssohna-Bartholdy’ego. Bruch w swojej muzyce zbliżył się do Wagnera, a z drugiej strony kontynuował typowy styl niemieckiej opery romantycznej, pełnej demonizmu i niesamowitości.
Nie opery jednak przysporzyły sławy Bruchowi. Pierwszym ogromnym sukcesem kompozytora był I Koncert skrzypcowy g-moll. Utwór ten spotkał się z przychylnymi opiniami już po prawykonaniu w Koblencji przez O. Königslöwa. Koncertem zainteresował się skrzypek Joseph Joachim, który zaprzyjaźnił się z Bruchem, skorygował partyturę i przez swoje wirtuozowskie wykonania przyczynił się do popularyzacji dzieła.

## Twórczość
Max Bruch wykorzystywał w swoich utworach folklor różnych narodów i możliwości brzmieniowe instrumentów. Był jednak zachowawczy w kwestiach harmonii i sprzeciwiał się kierunkom modernistycznym, co spowodowało, że niekiedy uznawano go za eklektyka. Niewątpliwie dużą wartość posiadają jego koncerty skrzypcowe (zwłaszcza Koncert g-moll), do dziś chętnie wykonywane na koncertach. Podczas okresu narodowego socjalizmu był w Niemczech kompozytorem zakazanym z powodu domniemanego pochodzenia żydowskiego i fascynacji kompozytora folklorem żydowskim, czemu dawał wyraz w swoich utworach muzycznych (np. Konzertstück-fantazja d-moll na tematy hebrajskie Kol Nidrei, jeden z bardziej znanych utworów Brucha).

## Odznaczenia
- Order Maksymiliana za Naukę i Sztukę (Bawaria, 1892)[1]
- Order Pour le Mérite (Prusy, 1908)[2]

## Dzieła
- Utwory orkiestrowe
  - 1. symfonia Es-dur op. 28 (1868)
  - 2. symfonia f-moll op. 36 (1870)
  - 3. symfonia E-dur op. 51 (1882, 2 wersja 1886)
  - Suita według rosyjskich melodii ludowych (Suite nach russischen Volksmelodien) op. 79b (1903)
  - Suita według szwedzkich melodii ludowych (Nordland-Suite,1906)
  - Suita Nr 3 na organy z orkiestrą (1909, 2 wersja 1912)
  - Koncerty
    - 1. koncert as-moll na 2 fortepiany i orkiestrę op. 88a (1915)
    - 1. koncert skrzypcowy 1 g-moll op. 26 (1865–67)
    - 2. koncert skrzypcowy d-moll op. 44 (1877)
    - 3. koncert skrzypcowy d-moll op. 58 (1891)
    - Fantazja szkocka Es-dur op. 46 na skrzypce i orkiestrę (1879/80)
    - Serenada a-moll op. 75 na skrzypce i orkiestrę (1899/1900)
    - Koncert e-moll na klarnet, altówkę i orkiestrę op. 88 (1911)
    - Kol nidrei, Konzertstück d-moll na tematy hebrajskie, na wiolonczelę i orkiestrę op. 47 (1880/81)
- Muzyka wokalna i wokalno-instrumentalna
  - Scherz, List und Lache, 1-aktowa opera komiczna op. 1 (1858)
  - Die Loreley, wielka oper romantyczna w 4 aktach op. 16 (1863)
  - Frithjof-Szenen, kantata op. 23 (1860)
  - Odyseusz, oratorium op. 41 (1871/72)
  - Hermione, opera w 4 aktach według Opowieści zimowej Szekspira op. 40 (1872)
  - Arminius, oratorium op. 43 (1875)
  - Pieśń dzwonu (Das Lied von der Glocke), oratorium według Friedricha Schillera op. 45 (1872)
  - Oratorium biblijne Mojżesz, op. 67 (1893/94)
  - Utwory na chór z towarzyszeniem instrumentów
  - Utwory na chór a cappella
  - Pieśni
- Muzyka kameralna
  - 1. Kwartet smyczkowy c-moll op. 9 (1858/59)
  - 2. Kwartet smyczkowy E-dur op. 10 (1860)
  - 1. Kwintet smyczkowy a-moll (1918)
  - 2. Kwintet smyczkowy Es-dur (1918)
  - Oktet smyczkowy B-dur (1920)
  - Trio fortepianowe c-moll op. 5 (1857)
  - Kwintet fortepianowy g-moll (1886)
  - Septet Es-dur na instrumenty dęte i smyczkowe (1849)
  - Osiem utworów na klarnet, altówkę i fortepian op. 83 (1908/09)